# Active Sensor Bearing
Pour les articles homonymes, voir ASB.

Active Sensor Bearing (ASB) est une marque de roulement mécanique à capteur développé par SNR Roulements, entreprise française de la région d'Annecy et inventeur du procédé.
Au départ basée sur la technologie magnétique, (« comptage » des pôles Nord et Sud puis détermination de la vitesse de rotation des bagues), l'appellation ASB est utilisée pour tous les roulements équipés d'électronique.
Le roulement ASB® capteur de vitesse de roue a été introduit en 1997. Il a été récompensé par le Grand Prix de l’Innovation EQUIP AUTO la même année et l’année suivante, les premiers roulements ont été produits en série. Il permet la transmission des informations liées à la roue aux différents calculateurs du véhicule : ABS, ESP, Vitesse.